# 木村武夫 (歴史学者)
木村 武夫（きむら たけお、1910年4月3日 - 1986年12月29日）は、日本史学者、社会事業学者。栄照寺住職。
京都市生まれ。別名・武応。1933年京都帝国大学文学部国史学科卒。大阪経済大学助教授、教授、龍谷大学教授、神戸女子大学教授、種智院大学教授。

## 著書
- 『大阪地方と寺院』大阪郷土史叢書 湯川弘文社 1935
- 『後村上天皇の聖蹟』柳原書店 1943
- 『児童福祉入門』医学書院 ナーセス・ライブラリー 1953
- 『社会事業一般』三和書房 1956
- 『児童福祉の基礎知識』ミネルヴァ書房 社会事業新書 1959
- 『大阪の歴史』大阪府史編集資料室 大阪府史シリーズ 1963
- 『日本近代社会事業史』ミネルヴァ書房 社会事業新書 1964
- 『続・大阪の歴史』大阪府史編集資料室 1967

### 共編著
- 『釜ケ崎 スラムの生態』磯村英一,孝橋正一共編 ミネルヴァ書房 1961
- 『児童福祉論入門』木村武応,宇治谷義雄著 ミネルヴァ書房 社会事業新書 1963
- 『児童福祉概説』徳永寅雄共編 ミネルヴァ書房 1969
- 『近世大坂平野の村落』編 ミネルヴァ書房 1970
- 『現代日本の児童福祉』編 ミネルヴァ書房 1970
- 『日本史の研究』編 ミネルヴァ書房 1970
- 『日本史要論』有坂隆道,井上薫共編 ミネルヴァ書房 1971
- 『蓮如上人論 もう一つの大坂戦国記』編 PHP研究所 1983
- 『蓮如上人の教学と歴史』編 東方出版 1984

### 記念論文集
- 『僧伝の研究 木村武夫教授古稀記念』永田文昌堂 1981
- 『日本仏教史の研究 木村武夫先生喜寿記念』日本仏教史の研究会編 永田文昌堂 1986

## 注
1. 1 2  『「現代物故者事典」総索引 : 昭和元年～平成23年 2 (学術・文芸・芸術篇)』日外アソシエーツ株式会社、2012年、375頁。
2. ↑  『人物物故大年表』
3. ↑  『児童福祉入門』著者紹介